# Cabira
Cabira sau Kabeira (/kəˈbaɪrə/; în greacă τὰ Κάβειρα) a fost un oraș din vechiul Pontus din Asia Mică, la baza lanțului munților Paryadres, la aproximativ 150 de stadii la sud de localitatea elenistică Eupatoria (Magnopolis), care se afla la joncțiunea dintre râul Iris (în limba greacă, astăzi râul Yeșilırmak în limba turcă) și Lycus (în limba greacă, astăzi râul Kelkit în limba turcă). Eupatoria se afla în mijlocul câmpiei Phanaroea, în timp ce Cabira, după cum spune Strabon, se afla la baza munților Paryadres. Mitridates cel Mare a construit un palat la Cabira, acolo unde era o moară de apă (greacă: ὑδραλέτης), locuri unde trăiau animale sălbatice, terenuri de vânătoare și mine. La mai puțin de 200 de stadii de Cabira se afla stânca sau remarcabila fortăreață numită Caenon (greacă: Καινόν [χωρίον]), unde Mitridates își păstra cele mai valoroase lucruri. Cneus Pompeius Magnus a ocupat regiunea și a capturat comorile sale, care, când a scris Strabon, se aflau în Capitoliul Roman. Pe vremea lui Strabon, o femeie, Pythodoris din Pont, văduva regelui Polemon I, avea sub posesiune și administrare localitățile Cabira, Zile și Magnopolis. Pompeius a făcut din Cabira un oraș important în regiune și i-a dat numele Diospolis (Διόσπολις). Pythodoris l-a mărit și modernizat și i-a dat numele de Sebaste (Σεβαστή), care este echivalentul grecesc cu Augusta, și l-a folosit ca reședință regală. Lângă Cabira, probabil, într-un sat numit Ameria, era un templu cu un număr mare de sclavi care îl deservea.
Datorită faptului că Strabon era originar din Amasia, acesta nu putea să nu cunoască localitatea Cabira. Singurul loc care corespunde descrierii sale este Niksar, pe malul drept al râului Lycus, la aproape 43 km de joncțiunea dintre râul Iris și Lycus. Niksar purta în antichitatea numele de Neocezareea, un nume care apare pentru prima oară la Plinius cel Bătrân, care a spus că se afla pe Lycus. Nu există arheologic nicio urmă a vreunui oraș antic între Niksar și joncțiunea celor două râuri, iar concluzia pare a fi sigură că Niksar este un nume ulterior al localității Cabira și un nume mai recent ca Sebaste. Neocezareea pare să fi apărut sub primii împărați romani. John Cramer afirmă că cele mai vechi monede din Neocezareea poartă efigia lui împăratului Tiberius, însă Sestini, citat de Albert Forbiger, a atribuit originea Neocezareei pe vremea lui Nero, în jurul anului 64 d.Hr., când Pontul Polemoniacus a devenit provincie romană. Cel mai simplu răspuns al acestei întrebări este că Neocezareea era un oraș nou, care ar putea fi aproape de locul Cabira. A fost capitala Pontului Polemoniacus, locul de naștere al lui Grigore Taumaturgul și locul adunării unui consiliu bisericesc în anul 314. Ammianus Marcellinus l-a numit cel mai remarcabil oraș al Pontului Polemoniacus. Potrivit lui Paul Diaconul, locul a fost distrus de un cutremur.
Cramer presupune că Neocezareea este identică cu Ameria și adaugă că Neocezareea a fost sediul principal al idolatriei și superstițiilor păgâne, ceea ce oferă o altă ipoteză că ea s-ar fi ridicat pe temelia Ameriei. Dar Ameria pare să fi fost la sau lângă Cabira și toate dificultățile de localizare sunt rezolvate presupunând că Cabira, Ameria și Neocezareea se aflau în valea Lycusului și, dacă nu în același loc, cel puțin foarte aproape una de alta. Stephanus din Bizanț adaugă un motiv în plus la dificultățile de localizare spunând sau părând că spune că locuitorii erau numiți și Adrianopolitae, sugerând că Adrianopolis sau Hadrianopolis era încă un alt nume al orașului în vremea lui. De unde a luat această informație? nimeni nu poate spune. Savanții moderni îl identifică pe Hadriane ca un alt nume purtat de oraș.